# 依東杏奈
依東 杏奈（いとう あんな、1996年5月25日 - ）は、日本の元グラビアアイドル、元女優、元レースクイーン、元女性アイドル。富山県出身。元ファインモーション所属。

## 経歴・人物
2015年4月から10月まで楽遊アイドル編集部FINDSで活動。
2016年、スーパー耐久「Team BOMEX PRISMギャル」としてレースクイーン活動を行う。2019年には群馬クレインサンダーズの応援ユニット「LTC」に参加する他、K-1のラウンドガールも務める。
特技はダンス（リズム体操10年）、ものまね（ショップ店員、湯婆婆）。
趣味は、ZUMBA、HIPHOP、エアロビック、ヨガ、動物、ジブリ、アイドル鑑賞。
南米発のフィットネスにはまっている。
2021年3月より、ガールズアイドルユニット「emiu」のメンバーとして活動を開始。2023年6月25日、同ユニットを脱退。
2025年2月28日、自身のX（旧Twitter）にてこの日を以って芸能界を引退したことを発表した。

## 出演

### テレビ
- 東京オーディション（仮）（2015年10月12日、TOKYO MX）
- 超ハマる!爆笑キャラパレード（フジテレビ） - 大学生 役
- アレがあるから今がある! ～成功のきっかけ大追跡～（2017年3月28日、フジテレビ）
- 上坂すみれのヤバい○○ 第10話「ヤバい関係-パリピ編-」（2017年6月10日、TOKYO MX） - パリピのお友達 役
- ソノサキ（2018年2月6日、テレビ朝日）
- JOYのASOBU-TV JOYnt!（2018年10月17日、群馬テレビ）
- K-1 OUTSTANDING（2019年7月26日 - 9月27日、テレビ東京）
- それぞれの断崖（2019年8月3日、フジテレビ） - 愛輪倶楽部の女 役
- モヤモヤさまぁ～ず2（テレビ東京）
- ゴッドタン マジ歌ライブ in さいたまスーパーアリーナ（2020年3月15日、テレビ東京） - ダンサー出演

### ラジオ
- emiuの大脱走!（2022年11月18日 - 、富山シティエフエム）
- AIDOL SCRAMBLE（2023年2月11日、渋谷クロスFM）
- NEXTRADIO -Shibuyaココダケ!（2023年3月26日、渋谷クロスFM）

### WEB番組
- THE OUTSIDER ～大田区総合体育館 SPECIAL～（2017年12月10日、ABEMA）
- ニコジョッキー ～学力テスト～（2020年7月16日、FRESH LIVE、ニコニコ生放送）

### 舞台
- 明日、Rainy Blueで（2016年10月18日 - 23日、四谷フラワースタジオ）
- まじかるすいーとプリズム・ナナ ザ・スターリーステージ（2017年9月13日 - 17日、サンシャイン劇場） - アンサンブル出演
- 不思議の国のカンタータ 2019（2019年2月13日 - 17日、CBGKシブゲキ!!） - アンサンブル出演
- ナナステ☆SUITEVE STORY'S ～飛鳥と鳥かご～（2019年11月13日 - 17日、新宿村LIVE） - アンサンブル出演
- Cutie Honey Emotional（2020年2月6日 - 9日、サンシャイン劇場） - アンサンブル出演

### MUSIC VIDEO
- チャラン・ポ・ランタン「恋のバカンス」

## イメージガール・参加ユニット等
- スーパー耐久「Team BOMEX PRISMギャル」（2016年） - 他メンバー：潮田ひかる、浅井マリカ、星乃ひらき、草加もな[1][4]
- 群馬クレインサンダーズ応援ユニット「LTC」（2019年）[2]
- K-1 GIRLS Team KHAOS（2019年）- 他メンバー：柳沼陽菜、チャベス愛、緒方咲[5]
- emiu（2021年 - ） - 他メンバー：麻鳥桃世、森ひなた

## 作品

### DVD
- あんないろ（2015年4月30日、SMILE HOUSE）
- 新人アイドル4人をテスト撮影しました（2017年12月22日、竹書房）
- あんなに照れちゃって・・・（2018年6月21日、イーネット・フロンティア）[11]
- ぼくらのあんな先生 （2019年5月24日、イーネット・フロンティア）[12][13]
- 優しい誘惑（2019年11月22日、イーネット・フロンティア）[14][15]